# Limenitis despoliata
Limenitis despoliata är en fjärilsart som beskrevs av Hans Fruhstorfer 1915. Limenitis despoliata ingår i släktet Limenitis och familjen praktfjärilar. Inga underarter finns listade i Catalogue of Life.